# کارنرا: کوه متحرک
کارنرا: کوه متحرک (انگلیسی: Carnera: The Walking Mountain؛ ‏ایتالیایی: Carnera - Il campione più grande) یک فیلم درام ایتالیایی به کارگردانی رنتسو مارتینلی است که در سال ۲۰۰۸ منتشر شد.

## بازیگران
- آندرئا یایا در نقش پریمو کارنرا
- اف. موری آبراهام در نقش لئون سه
- آنا واله
- پائولو سگانتی
- پل سوروینو
- کاسیا اسموتنیاک
- برت یانگ
- نینو بنونوتی